# TEAC Corporation

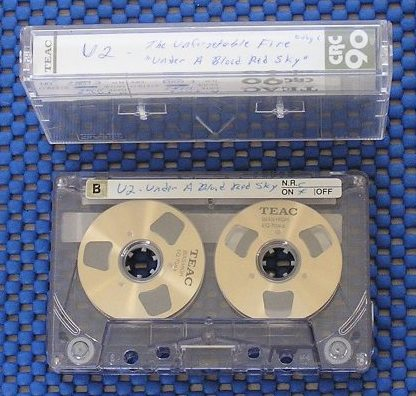
Kaseta magnetofonowa

TEAC Corporation – japońskie przedsiębiorstwo produkujące sprzęt elektroniczny. TEAC powstał w 1953 r. jako Tokyo Electro Acoustic Company. 
TEAC składa się z czterech oddziałów:
- TASCAM – sprzęt audio od konsumenckiego aż po profesjonalny, głównie sprzęt nagrywający
- ESOTERIC – high-endowy konsumencki sprzęt audio
- TEAC Consumer Electronics – sprzęt audio na rynek masowy
- Data Storage and Disk Publishing Products – dyskietki, napędy oraz nagrywarki CD i DVD, odtwarzacze MP3, NAS

TEAC jest znany ze swojego sprzętu audio i był głównym producentem sprzętu high-end audio w latach siedemdziesiątych oraz osiemdziesiątych dwudziestego wieku. W tym czasie TEAC produkował godne uwagi magnetofony szpulowe, magnetofony kasetowe, odtwarzacze CD, gramofony i wzmacniacze.

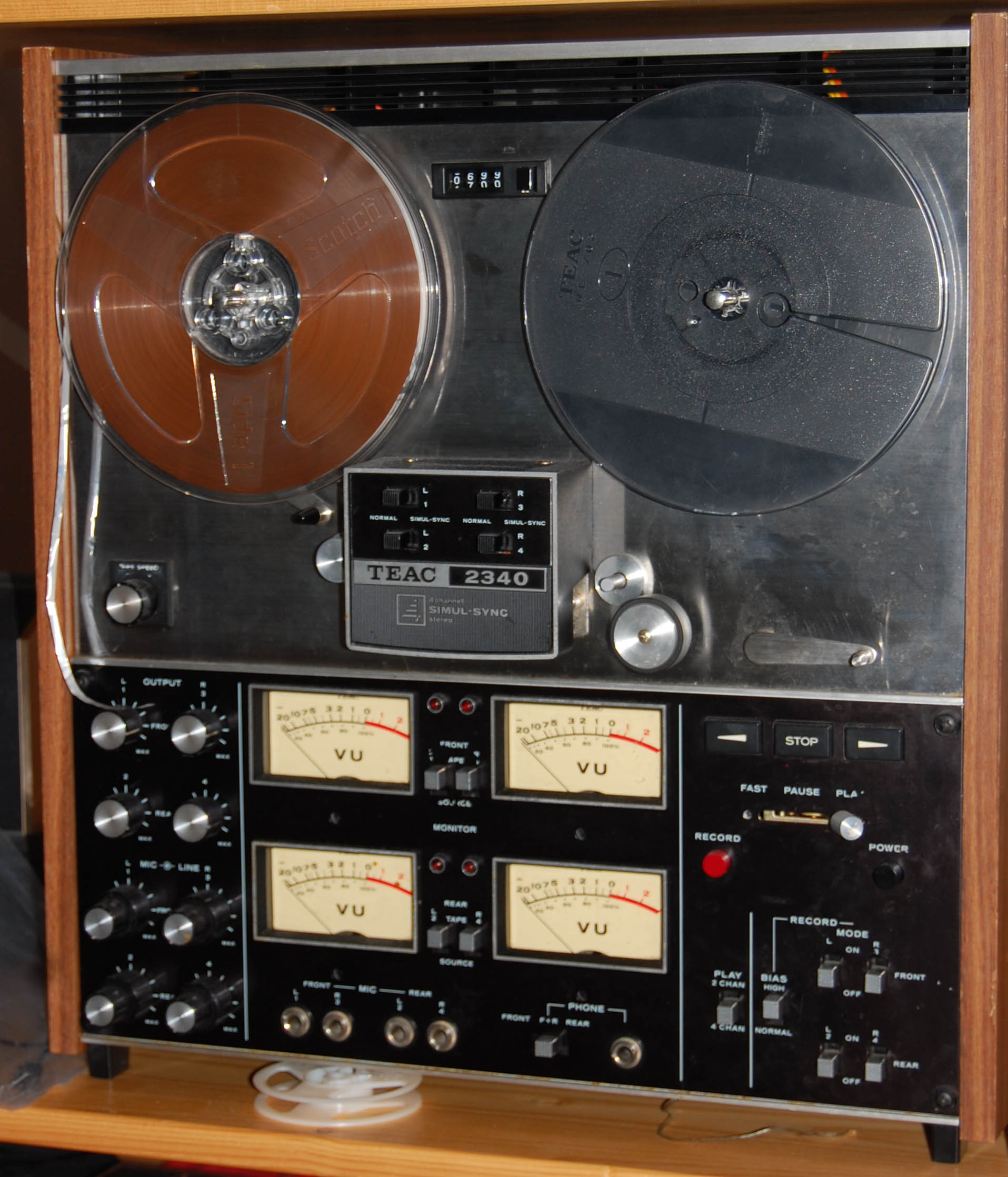
TEAC 2340

W latach siedemdziesiątych oraz osiemdziesiątych XX wieku TEAC stał się również znany z produkcji niedrogich, wysokiej jakości napędów dyskietek. Aż do średnich lat dziewięćdziesiątych jakość napędów była różna, co często powodowało, że nośniki mogły być odczytane jedynie przez napęd, przez który zostały zapisane z powodu drobnych różnic w parametrach technicznych. TEAC stał się w tym czasie liderem w produkcji wysokiej jakości napędów dyskietek które były wtedy istotnym punktem reklam.